# Adoretus bacrii
Adoretus bacrii – gatunek chrząszcza z rodziny poświętnikowatych i podrodziny rutelowatych.

## Taksonomia
Gatunek ten opisany został po raz pierwszy w 2022 roku przez Pola Limbourga, Jérôme’a Constanta i Matthiasa Seidela na łamach „Belgian Journal of Entomology”. Jako lokalizację typową wskazano Chambok w prowincji Kâmpóng Spœ w Kambodży. Epitet gatunkowy nadano na cześć francuskiego aktora, Jean-Pierre’a Bacri.

## Morfologia
Samce osiągają od 10 do 11,5 mm długości i od 5 do 6 mm szerokości, samice zaś od 10 do 11,5 mm długości i od 5,5 do 6 mm szerokości ciała. Głowa jest szeroka, brązowoczarna lub żółtawa z rudobrązowymi do czarnych przednim brzegiem nadustka i występami policzków; czułki są zawsze żółte. Na całym nadustku występują guzki, a na czole i ciemieniu dołki. Przedplecze jest w zarysie prostokątne z równomiernie zaokrąglonymi bokami, żółtawe z rudobrązowymi do czarniawych kropkami przy bocznych krawędziach lub brązowoczarne, zawsze z różowawym połyskiem metalicznym. Powierzchnię ma rzeźbioną gęsto rozmieszczonymi, głębokimi dołkami. Wszystkie krawędzie przedplecza zaopatrzone są w żeberko. Tarczka jest jajowata w zarysie i dołkowana. Pokrywy są dłuższe niż szerokie, żółtawe z ciemnym szwem lub jednolicie rudobrązowe do czarniawych. Ich powierzchnia ma głęboko punktowane rzędy, pokryte podkowiastymi punktami międzyrzędy i wyższe od nich żeberka. Trójkątne z zaokrąglonym szczytem pygidium gęsto pokrywają dołeczki. Wyrostek przedpiersia jest krótki i zaokrąglony. Odnóża przedniej pary mają szerokie, trójzębne golenie. Genitalia samca mają paramery w widoku grzbietowym równoległe w części nasadowej, okrągławo rozszerzone w środkowej i silnie zafalowane w szczytowej.

## Rozprzestrzenienie
Gatunek orientalny, endemiczny dla Kambodży, znany tylko z lokalizacji typowej.